# Doãn Lễ
Doãn Lễ (tiếng Trung: 尹禮; bính âm: Yin Li; ? - 222), còn gọi là Doãn Lư (尹盧), không rõ tên tự, tiểu tự Lư Nhi (盧兒), là tướng lĩnh dưới trướng quân phiệt Đào Khiêm, Lã Bố và Tào Tháo cuối thời Đông Hán trong lịch sử Trung Quốc.

## Cuộc đời
Doãn Lễ là đồng hương của Tang Bá, người huyện Thái Sơn, quận Đông Hải, Từ Châu.
Năm 188, tàn quân Khăn Vàng nổi dậy ở nhiều nơi thuộc Thanh Châu, Từ Châu, triều đình bổ nhiệm Đào Khiêm làm thứ sử Từ Châu trấn áp. Khiêm phái Tang Bá đến các quận phía bắc chiêu binh. Doãn Lễ cùng đồng hương Tôn Quán, Tôn Khang, Ngô Đôn, Xương Hi tụ chúng, đề cử Tang Bá làm soái, đóng quân ở Khai Dương. Tang Bá trở thành bá chủ một phương, nhưng vẫn duy trì danh nghĩa thuộc cấp của các thứ sử, châu mục Từ Châu như Đào Khiêm, Lưu Bị, Lã Bố.
Năm 199, Tào Tháo đánh bại Lã Bố, không chế Từ Châu. Đám người Tang Bá quy thuận Tào Tháo, đều được phong quan. Doãn Lễ được phong làm thái thú quận Đông Hoàn.
Năm 222, Tào Hưu dẫn theo các tướng Trương Liêu, Tang Bá, Giả Quỳ đánh Ngô. Quân Ngụy ban đầu thắng thế, bao vây quân của Lã Phạm. Phó tướng của Phạm là Tôn Lãng trái quân lệnh, tự ý thiêu hủy quân nhu, khiến tình cảnh quân Ngô trở nên nguy nan. Tào Hưu phái Tang Bá tập kích quân Ngô, đang thắng thì Hạ Tề dẫn viện quân tới. Tào Hưu lo lắng Hạ Tề mang nhiều quân nhu tới, thúc Tang Bá tiếp tục truy kích. Quân Ngô phản công, quân Ngụy thua to, thuộc cấp của Bá là Doãn Lễ bị Toàn Tông, Từ Thịnh chém đầu.

## Trong văn hóa
Trong tiểu thuyết Tam quốc diễn nghĩa, Doãn Lễ xuất hiện ở hồi 18, cùng Tôn Quán, Ngô Đôn, Xương Hi là bốn tướng cướp ở quận Thái Sơn, gọi chung là Thái Sơn tứ khấu. Lã Bố muốn tiêu diệt Lưu Bị, Tào Tháo, phái Trần Cung, Tang Bá đến liên kết với giặc cướp Thái Sơn nhằm đánh phá Duyện Châu. Khi quân Tào Tháo tấn công, Doãn Lễ cùng ba tướng khác phòng ngự Tiêu Quan. Tào Tháo phái Hứa Chử ra đánh, bốn tướng hợp lực cũng không lại, chạy về cửa ải. Sau khi Tào Tháo tiêu diệt Lã Bố, Tang Bá đầu hàng, lại chiêu an Tôn Quán, Ngô Đôn và Doãn Lễ về với Tào Tháo.